# Aeroportul Grand Canyon Caverns
Aeroportul Grand Canyon Caverns (IATA: PGS, FAA LID: L37) este un aeroport din Arizona, Statele Unite ale Americii ce deservește zona Peach Springs⁠(d). Aeroportul a fost tranzitat în 2019 de 48 de pasageri.
Situat la o altitudine de 1.642 m, aeroportul dispune de 1 pistă.

## Infrastructură

### Piste
Aeroportul dispune de o singură pistă. Pista 05/23 are suprafața de pietriș și dimensiunile 5.100 picioare × 45 picioare. 